# Міту гребенедзьобий
Міту гребенедзьобий (Mitu tuberosum) — вид куроподібних птахів родини краксових (Cracidae).

## Поширення
Вид поширений по всій Амазонії від південно-східної частини Колумбії на південь через Перу до Болівії та на схід через Бразилію до Мараньяна на півночі та Мату-Гросу на півдні. Мешкає у вологих лісах, в галерейних лісах і болотистих частинах лісистих місцевостей. Він також трапляється в лісах, що межують з водними шляхами і наділені рясним пологом.

## Опис
Його довжина становить 83-89 см при вазі 2500-3860 г у самців; розмірена самка важила 2320 г. У нього майже повністю чорне оперення. Нижня частина живота, підхвостові частини та пучки пір’я стегон мають коричневий колір. Гребінець, верхня частина спини і верхні криючі мають темно-сині відблиски. Хвіст має білий кінчик. Верхня частина дзьоба значно розширена біля основи і надає останньому вигляд шолома, подібного до птах-носорога. Дзьоб і ноги коралово-червоні, райдужка червонувато-коричнева.

## Спосіб життя
Харчується опалими плодами і насінням. Годується парами, поодинці або невеликими групами. Свої гнізда облаштовує на деревах. Виводок складається з 2-3 яєць, які висиджуються протягом 30-32 днів. При народженні у пташенят верхні частини коричневі, а нижні білуваті замші.